# System Builder
Der Begriff System Builder oder deutsch Systemhersteller bezeichnet einen Hersteller oder Fachhändler, der einen vorkonfigurierten Personal Computer mit vorinstallierter Software verkauft. Dies steht im Gegensatz zu einem Konsumenten, der sich seinen PC selbst aus Einzelkomponenten zusammensetzt.
System-Builder-Versionen sind spezielle Software-Produkte, die über autorisierte Zwischenhändler an System Builder verkauft werden. Die Produkte sind in der Regel günstiger und bieten zusätzlich Vorinstallations-Werkzeuge. Der Lizenzvertrag kann allerdings vorsehen, dass der Support nicht vom Hersteller, sondern vom Zwischenhändler übernommen wird.
Microsoft verkauft System-Builder-Versionen seiner Windows-Betriebssystemen in den Ländern der Europäischen Union, in der Schweiz und im Fürstentum Liechtenstein auch an Endkunden.
Mit Windows 10 werden digitale Lizenzen ausgegeben, die geeignet sind den Wiederverkauf der Lizenzen zu verhindern; diese Lizenzen können aber trotzdem ausgelesen werden.
Laut einem BGH Urteil vom 6. Juli 2000 ist es Händlern in Deutschland erlaubt OEM Versionen auch ohne Bindung an Hardware zu verkaufen.
Nach dem Erschöpfungsgrundsatz gibt der Hersteller die Herrschaft über die verkaufte Ware mit dem Verkauf auf und ist somit, laut BGH, nicht mehr berechtigt den freien Warenverkehr einzuschränken.
Siehe auch: Original Equipment Manufacturer, ausführliche Darstellung im Kapitel „OEM-Software“.